# Zvonik
Zvonik (Campanile) ist eine römisch-katholische, kroatischsprachige, lokale Monatszeitung mit Redaktionssitz in Subotica, autonome Provinz Vojvodina, Serbien.
Am 19. September 1994 wurde diese Zeitung in Bač gegründet und am 20. Oktober 1994 beim Informationsministerium Serbien registriert. Zu Beginn wurde die Zeitung von Priestern finanziert.
Der formelle Herausgeber Zvoniks ist Župni ured sv. Roka in Subotica. Wirklicher Herausgeber der Zeitung ist Katolički institut za kulturu, povijest i duhovnost Ivan Antunović.
Zvonik berichtet über Vorgänge in der katholischen Kirche und auch über andere Ereignisse im Leben der Gläubigen (vor allem Kroaten, Ungarn, Slowaken, Deutsche), die in Diözese Subotica leben, meist vom Standpunkt der Religion und der christlichen Soziallehre aus.

## Chefredakteure
- Andrija Anišić (20. Oktober 1994 – 24. April 2007)[1][2]
- Mirko Štefković (24. April 2007 bis heute)